# Куп СФР Југославије у рагбију 1958.
Куп СФР Југославије у рагбију 1958. је било 1. издање Купа комунистичке Југославије у рагбију. Играло се по правилима рагби лиге. 
Трофеј је освојило Јединство из Панчева.
Финале
| Јединство Панчево | 16 – 14 | Младост Загреб |
| ----------------- | ------- | -------------- |
|                   |         |                |

| Освајач купа Југославије у рагбију 1958.    |
| ------------------------------------------- |
| Рагби лига клуб Јединство Панчево 1. трофеј |